# Galilea (architettura)

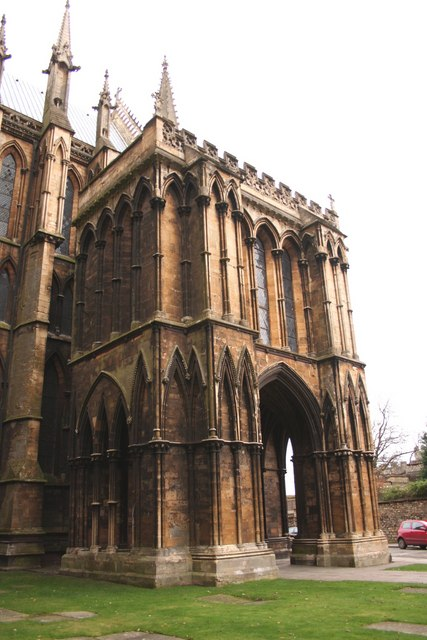
La galilea della cattedrale di Lincoln

La galilea (originata dalla parola latina medievale galilaea, che a sua volta ha origine dalla denominazione dell'omonima regione) è un elemento architettonico che consiste in un vestibolo o porticato antistante l'ingresso delle costruzioni monastiche o delle chiese medievali che fungeva comunemente da atrio. 
Questa struttura era presente specialmente nei monasteri cluniacensi, dove per la sua particolarità assumeva il nome di galilaea cluniacense.

## Descrizione
Questi portici venivano usati per le manifestazioni pasquali. La galilea era già presente nelle chiese paleocristiane per poi cadere in disuso in epoca medievale, sostituita da protiri e loggiati. Nelle chiese romaniche, come per esempio nella basilica di Sant'Ambrogio di Milano, la struttura si evolve in un quadriportico presente nel cortile della chiesa e assume nuove funzioni.
Si è mantenuto nell'architettura copta, ad esempio a Lalibela.

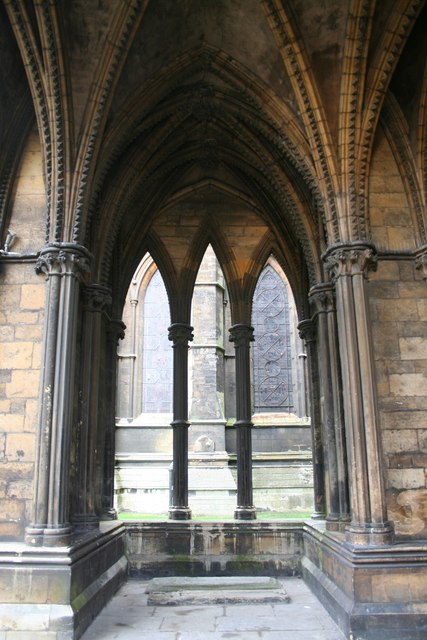
Vista interna di una galilea
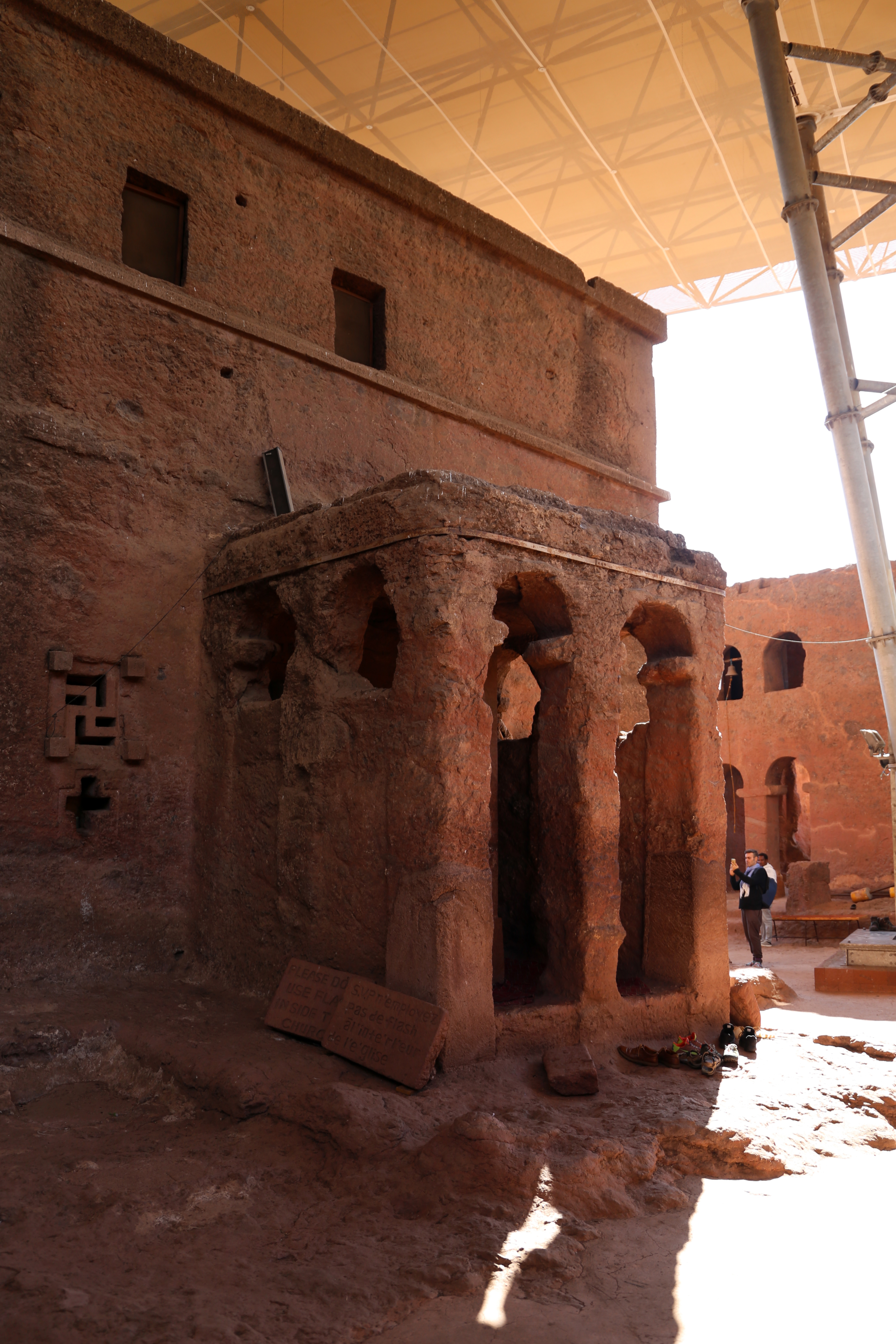
Lalibela, chiesa di Bete Maryam, che incorpora elementi di tradizione palestinese